# Bicycle Playing Cards

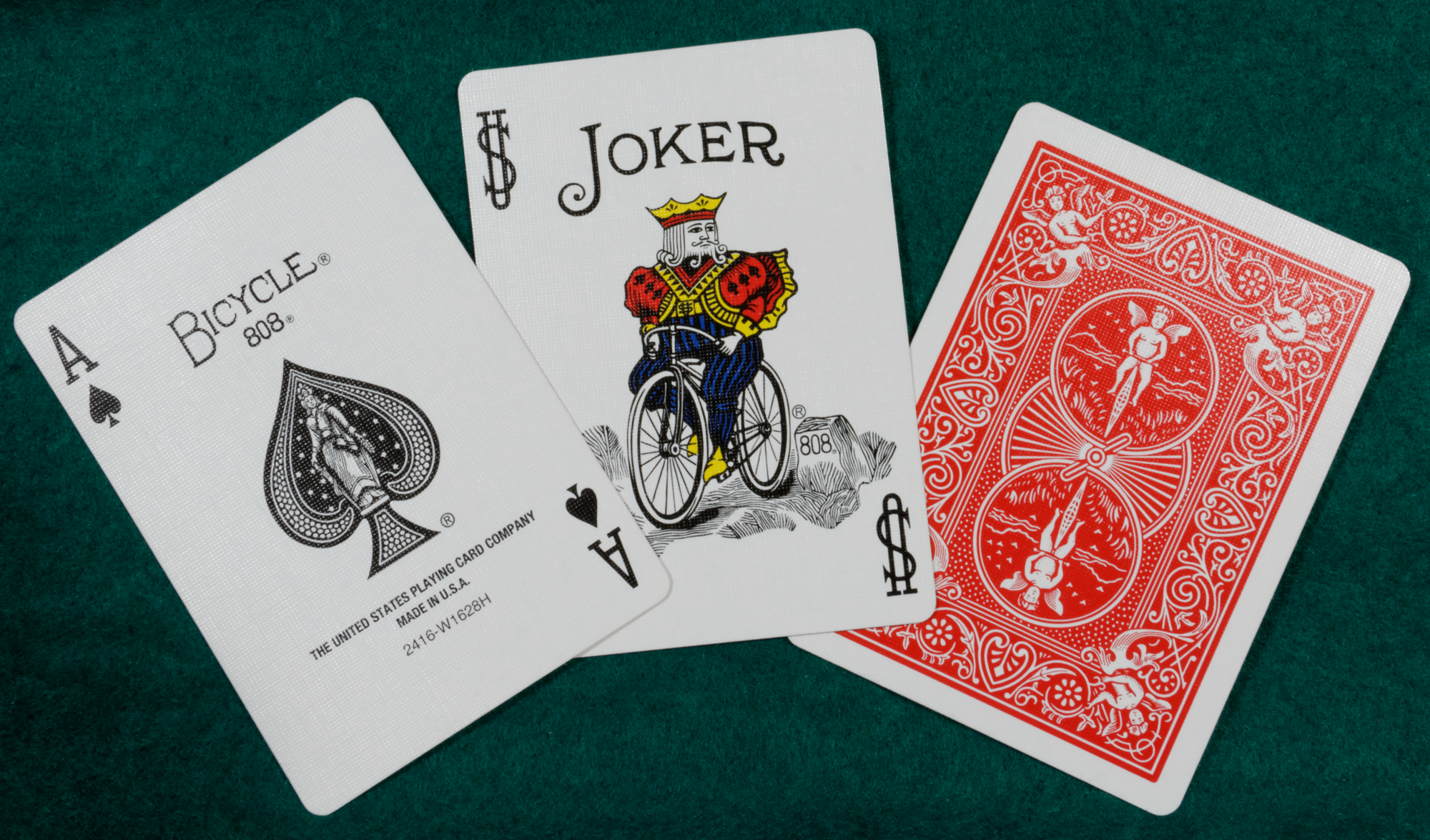
Cartes de joc Bicycle actuals: as de piques, comodí i el "Rider Back" en vermell

Bicycle Playing Cards és una marca de cartes. Des de 1885, la marca Bicycle ha estat fabricada per la United States Printing Company, que, en 1894, es va convertir en la United States Playing Card Company (USPCC), ara amb seu a Erlanger, Kentucky. "Bicycle" és una marca comercial d'aquesta empresa. El nom Bicycle es va triar per reflectir la popularitat de la bicicleta a finals del segle xix.

## Disseny
Les cartes Bicycle segueixen el patró de la baralla francesa, que conté 52 cartes (13 en cada un dels dos pals vermells i dels dos negres), i inclouen dos comodins. La marca Bicycle porta imprés l'as de piques. Les baralles actuals contenen també dues cartes d'informació/instrucció.
Les cartes Bicycle es venen en una varietat de dissenys, sent el més popular el disseny Rider Back. Estan disponibles amb índexs estàndard en mida de pòquer (8,9 cm × 6,4 cm), mida de bridge (8,9 cm × 5,7 cm) i baralles de pinacle, baralles de pòquer "Jumbo Index" i baralles Lo Vision, dissenyades per a persones amb problemes de visió. També es fabriquen altres tipus de cartes amb diferents revers, mides, colors i dissenys personalitzats per a trucs de màgia i com articles de novetat i de col·leccionista.

## Importància en les guerres Nord-Americanes
Cap al final de la Primera Guerra Mundial, la United States Playing Card Company va produir quatre baralles "War Series" sota la marca Bicycle per representar cadascuna de les branques de les forces armades nord-americanes: Flying Ace per a la Força Aèria, Dreadnaught per a la Marina, Invincible (també conegut com Conqueror) per al Cos de Marines i Big Gun per a l'Exèrcit. Les baralles es van imprimir el 1917 i, aparentment, només es van distribuir de forma molt limitada abans de ser retirades de circulació. Es desconeix el motiu pel qual les baralles no van circular, però una teoria és que estaven destinades a ser distribuïdes a les tropes a l'estranger, i que la USPCC va destruir el seu inventari de baralles de guerra quan es va declarar l'armistici el 1918. Actualment, només hi ha un grapat d'aquestes baralles.
Durant la Segona Guerra Mundial es van produir targetes que es podien separar en submergir-les en l'aigua. Es podien dibuixar parts d'un gran mapa a les superfícies interiors, i les meitats es tornaven a muntar per formar una baralla d'aspecte innocu. Aquestes cartes es subministraven als presoners de guerra perquè les utilitzessin en les seves fugides. Se sap que hi ha a almenys un exemplar d'aquesta baralla, que s'exhibeix al Museu Internacional de l'Espionatge de Washington, DC. S'han venut reproduccions modernes en edicions limitades.
L'empresa va subministrar caixes de cartes de l'As de Piques per als soldats nord-americans a la Guerra del Vietnam. Es creia erròniament que el Viet Cong considerava aquesta carta en particular com un símbol de mort i que fugirien en veure-la. En realitat, al principi no significava res per al Viet Cong, però la creença que l'enemic tenia por de les cartes va millorar la moral dels soldats nord-americans. L'origen de les cartes s'atribueix a una carta escrita per un tinent Charles W. Brown a principis de 1966 a Allison F. Stanley, president de la United States Playing Card Company. Brown havia llegit els comentaris del congressista Craig Hosmer de Califòrnia que el Viet Cong tenia supersticions de mala sort amb imatges de dones i l'as d'espases. El disseny de Bicycle d'aquesta carta presentava una imatge de la Deessa de la Llibertat combinada amb la pica. Després de consultar amb altres tinents, Brown va demanar 1.000 asos de piques perquè la seva companyia els deixés perquè els trobés l'enemic, com a indicació que les tropes nord-americanes havien estat a la zona. Stanley es va mostrar comprensiu amb els soldats i va treure cartes de la línia de producció per enviar-gratuïtament. La història va ser difosa per diversos mitjans de comunicació, inclòs el Stars and Stripes; com a resultat, més unitats van començar a sol·licitar targetes. El símbol va acabar incloent-se en les operacions oficials de guerra psicològica, i la companyia de naips va donar milers de baralles especials que només contenien Ases de Piques als soldats que les van escampar a propòsit per la selva i els pobles durant les incursions. Es van produir cartes similars durant la Guerra del Golf el 1991, immediatament abans de la invasió de l'Iraq per les forces nord-americanes. A causa de la curta durada del conflicte, aquestes cartes mai van veure la batalla.